# PG Tips
PG Tips ist eine Teemarke im Vereinigten Königreich. Laut Hersteller Unilever werden in Großbritannien 35 Millionen Tassen PG Tips pro Tag getrunken. Der Tee ist auch bei Briten, die im Ausland wohnen, beliebt.

## Name
PG Tips wurde erstmals 1931 von Brooke Bond unter dem Namen Digestive auf den britischen Markt gebracht und als verdauungsfördernd beworben. Nach dem Zweiten Weltkrieg wurde es den Unternehmen untersagt, Tee als Digestif zu bezeichnen, sodass Brooke Bond den Namen in Pre-Gestee änderte (der eine abkürzende Form von pre-digestive tea ‚vorverdauungsfördernder Tee‘ darstellte).
Einige Händler verwendeten die Kurzform „PG“, die sich schnell einbürgerte und 1950/51 mit PG Tips zum offiziellen Markennamen bestimmt wurde. „Tips“ (dt.: Spitzen) ist ein Hinweis darauf, dass nur die Spitzen (die zwei oberen Blätter und die Blüte) der Teepflanze für die Mischung verwendet werden.

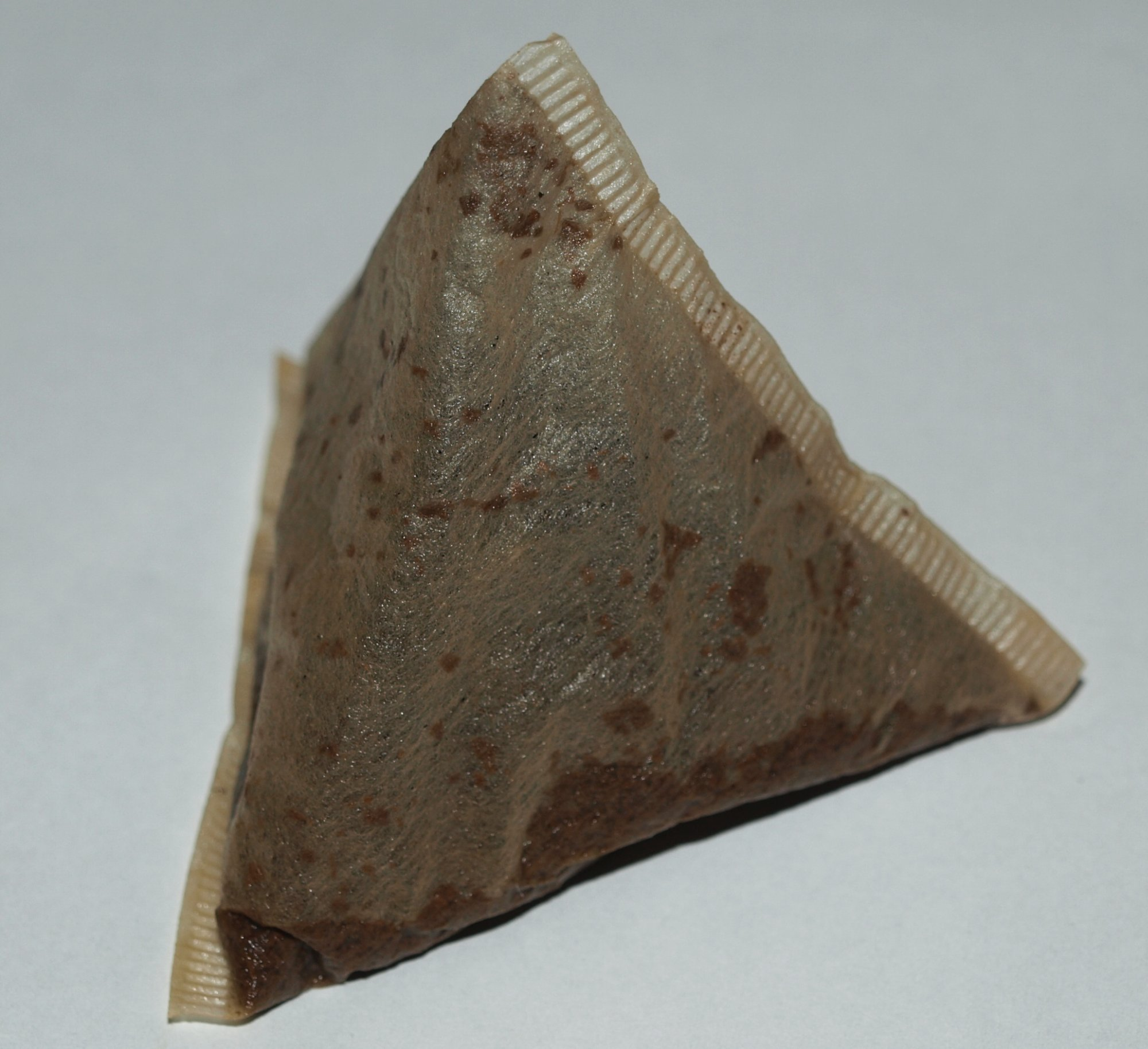
Pyramidenförmiger PG-Tips-Teebeutel

## Produkte
PG Tips wird sowohl als loser Tee als auch in Teebeuteln verkauft.
Die Mischung von PG Tips namens Blend 777 besteht je nach Jahreszeit aus 12–35 Teesorten aus aller Welt und wird in der Trafford Park Factory in Manchester hergestellt.
Seit 1996 wird die Teebeutelversion in pyramidenförmigen (Tetraeder) Teebeuteln verkauft, damit das Tee-Aroma sich besser entfalten kann, ähnlich wie bei der Zubereitung mit losem Tee.